# Visconde de Montalegre
Visconde de Montalegre é um título nobiliárquico, criado por D. João, Príncipe Regente de D. Maria I de Portugal, por Decreto de 17 de Dezembro de 1811, em favor de Manuel Pinto de Morais Bacelar.
Titulares
1. Manuel Pinto de Morais Bacelar, 1.º Visconde de Montalegre;
2. Maria Inês Cândida Pinto Bacelar, 2.ª Viscondessa de Montalegre, casada com Luís Vaz Pereira Pinto Guedes, 2.º Visconde de Montalegre jure uxoris;
3. Francisco Pereira Pinto Guedes Bacelar, 3.º Visconde de Montalegre;
4. Manuel Pinto Vaz Guedes Bacelar Sarmento Pereira de Morais Pimentel, 4.º Visconde de Montalegre (não reconhecido).